# Open Collaboration Services

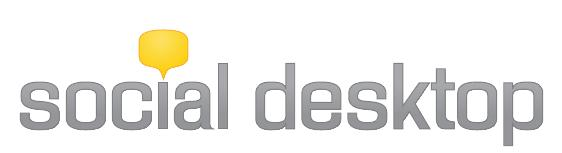
OCS/Social Desktop Logo

Die Open Collaboration Services (OCS) ist eine offene und herstellerunabhängige REST-basierte API zur Integration von Online-Communitys und internetbasierte Dienste in Desktop- und Mobile-Programme. Sie erlaubt es, die relevanten Daten eines sozialen Netzwerkes zwischen der Internetseite und dem Clientprogrammen auszutauschen. Als Client sind Desktop-Programme oder Widgets möglich, die lokal auf dem Computer oder dem Handy des Benutzers laufen.
Die API wurde von openDesktop.org als Teil des Social Desktop als Backend entworfen. Außerdem wurde die API vom unabhängigen freedesktop.org-Projektes als Standard verabschiedet, weshalb jede Website, die die OCS-Schnittstelle integriert, als Provider des Social Desktop eingesetzt werden kann.